# SpielxPress
Der SpielxPress ist ein deutschsprachiges, internationales und unabhängiges Spielemagazin, das sich an alle Menschen wendet, die an Spielen interessiert sind. Es erscheint fünf bis sechs Mal im Jahr, die erste Ausgabe erschien im Juli 2005.
Mit Beginn des Jahres 2010 wurde die Veröffentlichung von Print auf Online-PDF vollzogen, um eine breitere Leserschaft zu erreichen und den neuen Medien Rechnung zu tragen. Die Umstellung wurde für das Magazin ein voller Erfolg und die Auflage von 50.000 bei der gedruckten Version konnte auf 80.000 Downloads bei der letzten Ausgabe des SpielxPress im April 2011 (Ausgabe #26) gesteigert werden. Bei diesem „neuen“ SpielxPress ist es möglich, zwischen einer Low und einer Highversion zu wählen, wobei nur die letztere einen geringen Kostenbeitrag verlangt.
Mit der Umstellung des Magazins wurde auch die Webpage (www.spielxpress.com) neu gestaltet und bietet nun neben den schon zuvor vorhandenen News und Informationen zum SpielxPress auch ein eigenes Portal für die Kunden. Mit einem kostenlosen Account kann man hier nicht nur den SpielxPress, sondern auch ältere, digitalisierte Versionen und Spieletests  herunterladen und auch die eigene SpielxPress-Bibliothek verwalten.
Auch bei Facebook ist der SpielxPress vertreten, als eigenes Profil, mit dem man Spielen und Spaß haben kann, und als Seite, die alles Wissenswerte über das Magazin enthält.
Der SpielxPress unterteilt sich in die sechs Kategorien Phantasie, Miniaturen, Multimedia, Sammelbares, Gesellschaftsspiele sowie Live Events. In den verschiedenen Bereichen werden sowohl Testartikel als auch Hintergrundberichte, Tipps zu Spielen und ähnliches geboten. Seit der Umwandlung des Magazins in ein Online-PDF werden außerdem Videos und Hörbeispiele in die Artikel eingebunden.